# Idealismo (relações internacionais)

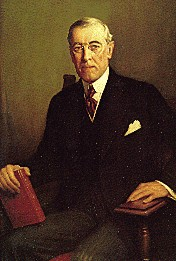
Woodrow Wilson, considerado o fundador do idealismo

Na teoria das relações internacionais, o idealismo se refere à escola de pensamento que, na história diplomática dos Estados Unidos, se desenvolveu com influência das ideias de Woodrow Wilson, também chamadas de wilsonianismo. Teve influência dos pensadores do iluminismo europeu, como Kant, e se contrapõe fortemente ao realismo político. A primeira formulação de uma teoria liberal das relações internacionais ocorreu no imediato pós-Primeira Guerra Mundial (1914-1918) e foi sintetizada nos 14 pontos da proposta de paz de Woodrow Wilson, em 1918. O idealismo liberal pretendia entender as causas da guerra e prescrever formas de evitar outro conflito de amplas proporções.

## Pressupostos
- Os indivíduos são bons por natureza, seu interesse no bem-estar coletivo estimula o desenvolvimento por meio da cooperação possível.
- A natureza anárquica do sistema internacional não é imutável e pode ser amenizada com a formação e fortificação de organizações internacionais e do direito internacional.
- Estados democráticos não buscam a expansão militar e territorial. Estados com instituições não representativas são dominados por elites autoritárias e agressivas, e essas buscam afirmar e aumentar seu poder.
- É necessário garantir a liberdade individual e proteger os indivíduos dos abusos de poder que os Estados podem empreender.
- A guerra pode ser evitada.

## Meios de tornar o Sistema Internacional mais cooperativo
Os Estados democráticos dificilmente entram em conflito bélico, então a expansão desse tipo de governo e a promoção de instituições democráticas nos países e fora deles, segundo o idealismo, diminuiria a probabilidade de guerra.
A expansão dos Estados governados democraticamente estimula a criação e sustenta a manutenção de organizações e leis internacionais, o que, por sua vez, facilita a difusão da democracia em âmbito internacional, resultando em um círculo virtuoso.
O liberalismo econômico cria laços entre povos e países, por meio de cooperação e de comércio internacional, contribuindo para redução e a expansão do poder bélico até o limite da autodefesa. Quando Estados podem obter ganhos políticos ou econômicos simultaneamente por mais de um agente, o caráter de benefício mútuo promove a cooperação entre eles.
Apesar de os interesses de diferentes Estados poderem ser antagônicos e conflituosos em algumas ocasiões, quando esses interesses são negociados por sociedades governadas democraticamente, tendem a buscar um equilíbrio nas negociações, assim como acontece com os interesses individuais no mercado. Quando promovidos os verdadeiros interesses nacionais, é possível, com as instituições internacionais (Organização Mundial do Comércio, por exemplo) e o direito internacional como mediadores, buscar a comunicação e o entendimento entre as partes, resultando na redução de hostilidade e guerra.

## Os 14 pontos para manutenção da Paz de Woodrow Wilson
O discurso do dia 8 de janeiro de 1918 é um dos memoráveis episódios da História da Primeira Guerra Mundial. Nesse dia, o presidente norte-americano Woodrow Wilson apresentou uma proposta consistindo em catorze pontos cardeais do que deveria ser a nova ordem mundial. As interpretações da proposta de Wilson correspondem, de certa forma, às questões vinculadas ao debate "realismo versus liberalismo", já que os primeiros consideravam o presidente Wilson um idealista, enquanto os segundos o consideravam um brilhante precursor duma ordem mundial cooperativa. O décimo quarto ponto das propostas wilsonianas pedia que as nações desenvolvidas formassem uma associação com o objetivo de garantir a integridade territorial e a independência política dos países.
Essa foi a fracassada Liga das Nações, que, não obstante, figura hoje como modelo precursor das Nações Unidas e primeira experiência liberal do tipo. Embora Woodrow Wilson tenha se esforçado para convencer a população americana da necessidade de se estabelecer uma Liga das Nações, o presidente acabou sofrendo sérios problemas de saúde, sendo obrigado a se retirar de cena, enquanto um congresso cético rejeitava o seu projeto de paz perpétua.